# Fórmula de De Polignac
En teoría de números, la fórmula de De Polignac, llamada así en honor a Alphonse de Polignac, proporciona una fórmula para la factorización en primos del factorial, donde n ≥ 1 es un número entero. L. E. Dickson atribuye la fórmula a Legendrey también se la conoce por esto como fórmula de Legendre. En concreto, la fórmula da una expresión para encontrar con qué exponente contribuye cada primo menor que {\displaystyle n} a la factorización de {\displaystyle n!} y, por tanto, la descomposición en factores primos de {\displaystyle n!}.

## Enunciado
Sea n ≥ 1 un entero. Podemos expresar {\displaystyle n!} como un producto de números primos factorizándolo. Obtenemos pues que
{\displaystyle n!=\prod _{p{\text{ primo}} \atop p\leq n}p^{s_{p}(n!)}}
para ciertos primos {\displaystyle p} que contribuyen con exponentes {\displaystyle s_{p}(n!)} (es decir, definimos {\displaystyle s_{p}(n!)} como el exponente de {\displaystyle p} en la descomposición en factores primos de {\displaystyle n!}). Claramente, los primos de la descomposición deben ser menores que {\displaystyle n} (pues deben dividir a algún número menor que {\displaystyle n} por definición de factorial).
La fórmula de Legendre nos da entonces una fórmula explícita para calcular estos exponentes (y, por tanto, toda la descomposición).
Concretamente, afirma que
{\displaystyle s_{p}(n!)=\sum _{i=1}^{\infty }\left\lfloor {\frac {n}{p^{i}}}\right\rfloor },
donde los corchetes representan la función piso.
Nótese que, para cualquier número real x, y cualquier entero n, se tiene que:
{\displaystyle \left\lfloor {\frac {x}{n}}\right\rfloor =\left\lfloor {\frac {\lfloor x\rfloor }{n}}\right\rfloor }
que permite calcular más sencillamente los términos sp(n!).[cita requerida]

### Ejemplo
Para n=6, se tiene que {\displaystyle 6!=720=2^{4}\cdot 3^{2}\cdot 5^{1}}. Los exponentes, que sabemos que valen {\displaystyle s_{2}(6!)=4,s_{3}(6!)=2,s_{5}(6!)=1}, se pueden calcular también con la fórmula de Legendre:
{\displaystyle {\begin{aligned}s_{2}(6!)&=\sum _{i=1}^{\infty }\left\lfloor {\frac {6}{2^{i}}}\right\rfloor =\left\lfloor {\frac {6}{2}}\right\rfloor +\left\lfloor {\frac {6}{4}}\right\rfloor =3+1=4,\\[3pt]s_{3}(6!)&=\sum _{i=1}^{\infty }\left\lfloor {\frac {6}{3^{i}}}\right\rfloor =\left\lfloor {\frac {6}{3}}\right\rfloor =2,\\[3pt]s_{5}(6!)&=\sum _{i=1}^{\infty }\left\lfloor {\frac {6}{5^{i}}}\right\rfloor =\left\lfloor {\frac {6}{5}}\right\rfloor =1.\end{aligned}}}

## Demostración
Como, por definición, {\displaystyle n!} es el producto de los enteros entre {\displaystyle 1} y {\displaystyle n}, obtenemos por lo menos un factor {\displaystyle p} en {\displaystyle n!} por cada múltiplo de {\displaystyle p} en {\displaystyle \{1,2,\dots ,n\}}. Como cada múltiplo de {\displaystyle p} dista del siguiente una distancia {\displaystyle p}, en la lista anterior tenemos {\displaystyle \left\lfloor {\tfrac {n}{p}}\right\rfloor } múltiplos de {\displaystyle p}. Pero cada múltiplo de {\displaystyle p^{2}} contribuye con dos factores (y no uno) de {\displaystyle p}, cada múltiplo de {\displaystyle p^{3}} con tres factores de {\displaystyle p}, etcétera. Por el mismo argumento anterior, en {\displaystyle \{1,2,\dots ,n\}} hay {\displaystyle \left\lfloor {\tfrac {n}{p^{i}}}\right\rfloor } múltiplos de {\displaystyle p^{i}}. Así, si sumamos uno por cada múltiplo de {\displaystyle p} en {\displaystyle \{1,2,\dots ,n\}} (o lo que es lo mismo, el número de múltiplos de {\displaystyle p} en {\displaystyle \{1,2,\dots ,n\}}), uno más por cada número que sea también múltiplo de {\displaystyle p^{2}} (el número de múltiplos de {\displaystyle p^{2}} en {\displaystyle \{1,2,\dots ,n\}}), uno más por cada número que sea también múltiplo de {\displaystyle p^{3}} (el número de múltiplos de {\displaystyle p^{3}} en {\displaystyle \{1,2,\dots ,n\}}), etcétera, obtenemos el número de factores {\displaystyle p} que tiene {\displaystyle n!}, pero esto es lo que enuncia la fórmula de Legendre. {\displaystyle \quad \square }